# 69/96
『69/96』は、CORNELIUS（小山田圭吾）が1995年に発表した2作目のスタジオ・アルバムである。

## 解説
リリース当時としては珍しいハードディスクレコーディングを小山田が初めて採用したアルバムである。
「1996年の自分が、自身が生まれた1969年を眺める」というのをテーマとして作成された。
初回盤はピンクのソフトビニール・パッケージ仕様。トラットリア・メニュー69。アナログ盤はメニュー80。CDとLPはジャケットが違い、LPのジャケットは永井豪によるデビルマンがあしらわれている。『69/96』を区切る記号は、正確にはスラッシュではなく稲妻マークである。
全作詞、コーネリアス&ブライアン・バートンルイス（6曲目のみ、小西康陽）。全作曲・編曲、コーネリアス。至る所でさまざまなジャンルの作品からのサンプリングが行われている。
その他、ゲストとしてムッシュかまやつ、暴力温泉芸者、ASA-CHANG、カヒミ・カリィ、Ellie、堀江博久、山本ムーグ&シュガー吉永（Buffalo Daughter）などが参加している。
小山田曰く、本作は『BURRN!』で意図的に取り上げてもらい0点を付けて貰うように制作した(小山田の敬愛するアズテック・カメラがヴァン・ヘイレンの「ジャンプ」をカヴァーした際、酒井が「ヴァン・ヘイレンをなめるな」と痛烈に批判した事に因む)との事だが、初代編集長であった酒井康は本作を「炎」誌の小山田との対談で高く評価している。

## 収録曲
| #  | タイトル                                                   | 邦題                                                | 主な参加ミュージシャン |
| -- | ---------------------------------------------------------- | --------------------------------------------------- | --- |
| 1  | 69/96 a Space Odyssey Prelude (in Atami)                   | 69/96 宇宙の旅 〜プレリュード (イン 熱海)           | ヴォーカル：Ellie |
| 2  | MOON WALK                                                  | ムーン・ウォーク                                    | ドラムス&パーカッション：ASA-CHANG、ハモンドB3：堀江博久、ターンテーブル：ムーグ山本（Buffalo Daughter）、ノイズ：中原昌也（暴力温泉芸者） |
| 3  | Brand New Season                                           | ブラン・ニュー・シーズン                            | ドラムス&ノイズ：ASA-CHANG、ターンテーブル：ムーグ山本                                                                                     |
| 4  | Volunteer Ape Man (Disco)                                  | エイプ志願者(ディスコ)                              | TB-303&エレクトリック・ギター：シュガー吉永（Buffalo Daughter）                                                                            |
| 5  | 1969 (Case of Monsieur Kamayatsu)                          | 1969(ムッシュかまやつの場合)                        | ヴォイス：ムッシュかまやつ |
| 6  | How Do You Feel?                                           | ハウ・ドゥ・ユゥ・フィール?                         | ターンテーブル：ムーグ山本 |
| 7  | 1969                                                       | 1969                                                | |
| 8  | Last Night in Africa                                       | アフ★メタ                                           | ドラムス：ASA-CHANG、ターンテーブル：ムーグ山本                                                                                            |
| 9  | 1996                                                       | 1996                                                | ヴォイス：ブライアン・バートンルイス、ターンテーブル：ムーグ山本                                                                           |
| 10 | Blow My Mind                                               | ブロウ・マイ・マインド                              | ドラムス：ASA-CHANG、ターンテーブル：ムーグ山本                                                                                            |
| 11 | 69/96 Girl Meets Cassette                                  | 69/96 ガール・ミーツ・カセット                      | ヴォーカル：カヒミ・カリィ、ドラムス&パーカッション：ASA-CHANG                                                                             |
| 12 | Concerto No. 3 from the Four Seasons (Pink Bloody Sabbath) | ヴィヴァルディ 「四季」(ピンクの安息日)             | |
| 13 | Heavy Metal Thunder                                        | ヘヴィ・メタル・サンダー                            | ドラムス：ASA-CHANG、ターンテーブル：ムーグ山本、ブルース・ハープ：八木のぶお                                                              |
| 14 | Rock/96                                                    | ロック/96                                           | ドラムス：ASA-CHANG、ターンテーブル：ムーグ山本                                                                                            |
| 15 | World's End Humming Reprise (in Hawaii)                    | ワールズ・エンド・ハミング～リプライズ(イン ハワイ) | ドラムス、パーカッション&トランペット：ASA-CHANG                                                                                           |

LPは2枚組でSIDE-A#1～5 SIDE-B#6～10 SIDE-C#11～13 SIDE-D#14～15。
ムーグ山本の表記については、ライナーノーツから。

## その他
当作はアルバムタイトルにちなんで96トラック収録されており、本編終了から68曲目までは波の音が収録されている。69曲目にはアルバム収録曲「World's End Humming」の別バージョンが収録され、そのあと数秒程度の26の無音トラックを挟んで、96曲目には「Welcome to the Jungle」のオリジナルバージョンが収録されている。アナログ版においてもこの仕様を再現している。